# Kroupaïta
La kroupaïta és un mineral de la classe dels òxids. Rep el nom de Gustav Kroupa (30 d’agost de 1857 a Mutějovice, Bohèmia - 31 de maig de 1935 a Viena, Àustria), enginyer de mines. Va aprovar i va enviar 10 tones de lixiviats després de processar mineral d’urani per a pigments d’urani a Marie-Curie Sklodowska i Pierre Curie, qui van ser els primers a descobrir-ne i aïllar-ne 3 grams de RaCl₂. .

## Característiques
La kroupaïta és un òxid de fórmula química KPb₀.₅(H₂O)₁₀[(UO₂)₈O₄(OH)₁₀]. Va ser aprovada com a espècie vàlida per l'Associació Mineralògica Internacional l'any 2017, sent publicada per primera vegada el 2020. Cristal·litza en el sistema ortoròmbic. La seva duresa a l'escala de Mohs és 2.
Els exemplars que van servir per a determinar l'espècie, el que es coneix com a material tipus, es troben conservats a les col·leccions mineralògiques del Museu Nacional de Praga, amb el codi: p1p 16/ 2017,i al Museu d'Història Natural del Comtat de Los Angeles, a Los Angeles (Califòrnia) amb el número de catàleg: 66572.

## Formació i jaciments
Va ser descoberta a la mina Svornost, situada a la localitat de Jáchymov, al districte de Karlovy Vary (Regió de Karlovy Vary, República Txeca). Es tracta de l'únic indret de tot el planeta on ha estat descrita aquesta espècie mineral.